# Mužovići
Mužovići este un sat din comuna Cetinje, Muntenegru. Conform datelor de la recensământul din 2003, localitatea are 14 locuitori (la recensământul din 1991 erau 22 de locuitori).

## Demografie
În satul Mužovići locuiesc 14 persoane adulte, iar vârsta medie a populației este de 65,3 de ani (63,0 la bărbați și 67,0 la femei). În localitate sunt 10 gospodării, iar numărul mediu de membri în gospodărie este de 1,40.
|  |

| Demografie | Demografie | Demografie |
| An         | Locuitori  | Locuitori  |
| ---------- | ---------- | ---------- |
|            |            |            |
|            |            |            |
|            |            |            |
|            |            |            |
| 1948       | 126        |            |
| 1953       | 145        |            |
| 1961       | 123        |            |
| 1971       | 86         |            |
| 1981       | 49         |            |
| 1991       | 22         | 22         |
| 2003       | 14         | 14         |

| \| Componența etnică conform recensământului din 2003[2] \| Componența etnică conform recensământului din 2003[2] \| Componența etnică conform recensământului din 2003[2] \| Componența etnică conform recensământului din 2003[2] \| Componența etnică conform recensământului din 2003[2] \| \| ----------------------------------------------------- \| ----------------------------------------------------- \| ----------------------------------------------------- \| ----------------------------------------------------- \| ----------------------------------------------------- \| \| \| \| \| \| \| \| Muntenegreni \| Muntenegreni \| \| 12 \| 85,71% \| \| Sârbi \| Sârbi \| \| 2 \| 14,28% \| \| necunoscută \| necunoscută \| \| 0 \| 0% \| |              |  |    |        |
| Componența etnică conform recensământului din 2003 |              |  |    |        |
| |              |  |    |        |
| Muntenegreni | Muntenegreni |  | 12 | 85,71% |
| Sârbi | Sârbi        |  | 2  | 14,28% |
| necunoscută | necunoscută  |  | 0  | 0%     |